# 地域別の川の一覧
地域別の川の一覧（ちいきべつのかわのいちらん）では、地球上の主要な川を大陸ないし大州の地域別に羅列する。
本項の掲載基準は下記のいずれかを満たすものとする。
1. 流域面積が80万km以上の河川[1]。
2. 流路が2000km以上の河川[2]。
3. 支流を含めた流域が5か国以上に関係する国際河川[3]。
4. その他、地域における主要河川[4]。
5. 基準1-4を満たす支流を持つ、本川または湖沼。

河川が途中で名称を変える場合や、本川として扱われない支流を記載する場合は「-」で区切って記載する。

## 一覧
【凡例】
- 河川名〔別名〕（概ね上流から下流の順に、本流における主な流域の国／河口または合流先）†掲載基準

### アフリカ
- コンゴ川〔ザイール川〕（ザンビア、コンゴ民主共和国、コンゴ共和国、アンゴラ／大西洋）†1,2,3,4
  - カサイ川（アンゴラ、コンゴ民主共和国／コンゴ川）†2
- ナイル川（ルワンダ、ブルンジ、タンザニア、ウガンダ、南スーダン、スーダン、エジプト／地中海）†1,2,3,4
  - 白ナイル川〔バハル-エル-アビアド川〕（ウガンダ、南スーダン、スーダン／ナイル川）†2
- ザンベジ川（ザンビア、アンゴラ、ナミビア、ジンバブエ、モザンビーク／モザンビーク海峡）†1,2,3,4
- ニジェール川（ギニア、マリ、ニジェール、ベナン、ナイジェリア／ギニア湾）†1,2,3,4
- オレンジ川（レソト、南アフリカ共和国、ナミビア／南大西洋）†1,2,4
- チャド湖（チャド、ニジェール、ナイジェリア、カメルーン／内陸流域）†3
  - （シャリ川）[5]
- ヴォルタ川（ブルキナファソ、ガーナ／ギニア湾）†3

### ヨーロッパ・ヨーロッパロシア
- ドナウ川〔ダニューブ川〕（ドイツ、オーストリア、スロバキア、ハンガリー、クロアチア、セルビア、ブルガリア、ルーマニア、ウクライナ／黒海）†1,2,3,4
- ヴォルガ川（ロシア／カスピ海）†1,2,4
- ウラル川（カザフスタン、ロシア／カスピ海）†2,4
- ドニエプル川（ロシア、ベラルーシ、ウクライナ／黒海）†2,4
- ライン川（スイス、フランス、ドイツ、オランダ／北海）†3,4
- ネマン川（ベラルーシ、リトアニア、ロシア／バルト海）†3
- ヴィスワ川（ポーランド／バルト海）†3,4
- ドン川（ロシア／アゾフ海）†4
- エルベ川（チェコ、ドイツ／北海）†4
- ロワール川（フランス／ビスケー湾）†4
- マース川（フランス、ベルギー、オランダ／北海）†4
- エブロ川（スペイン／バレアレス海）†4
- オーデル川（チェコ、ポーランド、ドイツ／バルト海）†4
- ローヌ川（スイス、フランス／地中海）†4
- セーヌ川（フランス／イギリス海峡）†4
- ポー川（イタリア／アドリア海）†4

### アジア・アジアロシア
- エニセイ川（ロシア／カラ海）†1,2,4
  - ニジニャヤ・ツングースカ川（ロシア／エニセイ川）†2
  - アンガラ川（ロシア／エニセイ川） - セレンガ川（モンゴル、ロシア／バイカル湖）†1,2
- オビ川〔オブ川〕（ロシア／オビ湾） - カトゥニ川（ロシア）†1,2,4
  - エルティシ川（モンゴル、中国、カザフスタン、ロシア／オビ川）†1,2
    - エシム川（カザフスタン、ロシア／エルティシ川）†2

  - チュリム川（ロシア／オビ川） - ベリイ・リウス川（ロシア語版、英語版）（ロシア）†2
- レナ川（ロシア／ラプテフ海）†1,2,4
  - ヴィリュイ川（ロシア／レナ川）†2
  - アルダン川（ロシア／レナ川）†2
- アムール川〔黒竜江〕（中国、ロシア／間宮海峡） - アルグン川（中国、ロシア）†1,2,4
- ガンジス川（インド、バングラデシュ／ベンガル湾）†1,2,3
  - ブラマプトラ川・ヤルンツァンポ川（中国、インド、バングラデシュ／ガンジス川）†1,2,3,4
  - メグナ川（インド、バングラデシュ／ガンジス川）†3
- 長江〔揚子江〕（中国／東シナ海）†1,2,4
- 黄河（中国／渤海）†1,2,4
- インダス川（中国、インド、パキスタン／アラビア海）†1,2,3,4
- メコン川（中国、ミャンマー、ラオス、タイ、カンボジア、ベトナム／南シナ海）†1,2,3,4
- アラル海（カザフスタン、ウズベキスタン／内陸流域）†3
  - シルダリア川（キルギス、タジキスタン、ウズベキスタン、カザフスタン／アラル海） - アラベルス川〔Arabelsu, Арабельсу〕（キルギス）†2
  - アムダリヤ川（アフガニスタン、タジキスタン、トルクメニスタン、ウズベキスタン／アラル海） - パンジ川〔ピャンジ川〕†2
- シャットゥルアラブ川（イラク、イラン／ペルシャ湾）†5
  - ユーフラテス川（トルコ、シリア、イラク／シャットゥルアラブ川）†2,3,4
  - ティグリス川（トルコ、イラク／シャットゥルアラブ川）†3
- コリマ川〔コルイマ川〕（ロシア／東シベリア海） - クル川（ロシア語版）（ロシア）†2
- サルウィン川（中国、ミャンマー／マルタバン湾）†2
- オレニョーク川（ロシア／ラプテフ海）†2
- 珠江（中国／南シナ海） - 西江（中国）†2
- タリム川（中国／タイテマ湖、かつてはロプノール）†2,3
- ヨルダン川（シリア、レバノン、ヨルダン、イスラエル、パレスチナ自治区／死海）†3

### 北アメリカ・中央アメリカ
- ミシシッピ川（アメリカ合衆国／メキシコ湾）†1,2,4
  - ミズーリ川（アメリカ合衆国／ミシシッピ川） - レッドロック川（英語版）（アメリカ合衆国）†1,2
  - アーカンザス川〔アーカンソー川〕（アメリカ合衆国／ミシシッピ川）†1,2
  - オハイオ川（アメリカ合衆国／ミシシッピ川） - アレゲニー川（アメリカ合衆国）†2
  - レッド川 (ミシシッピ川水系)（アメリカ合衆国／ミシシッピ川）†2
- マッケンジー川 （カナダ／ボーフォート海） - スレーブ川（カナダ） - ピース川（カナダ）†1,2
- セントローレンス川（アメリカ合衆国、カナダ／セントローレンス湾）†1,2
- ネルソン川（カナダ／ハドソン湾） - サスカチュワン川（カナダ）†1,2
- ユーコン川（カナダ、アメリカ合衆国アラスカ州／ベーリング海）†1,2,4
- リオ・グランデ川（アメリカ合衆国、メキシコ／メキシコ湾）†2,4
- コロラド川（アメリカ合衆国、メキシコ／カリフォルニア湾）†2
- コロンビア川（カナダ、アメリカ合衆国／北太平洋）†2

### 南アメリカ
- アマゾン川（ペルー、ブラジル／大西洋）†1,2,3,4
  - マデイラ川（ボリビア、ブラジル／アマゾン川） - マモレ川（ボリビア、ブラジル） - グアポレ川（ブラジル、ボリビア）†1,2,4
  - ウカヤリ川（ペルー／アマゾン川） - アプリマック川（ペルー）†2
  - ジュルア川（ペルー、ブラジル／アマゾン川）†2,4
  - プルス川（ペルー、ブラジル／アマゾン川）†2
  - ジャプラ川〔カケタ川〕（コロンビア、ブラジル／アマゾン川）†2
  - ネグロ川〔グアイニア川〕（コロンビア、ベネズエラ、ブラジル／アマゾン川）†2
  - シングー川（ブラジル／アマゾン川）†2
- ラプラタ川（アルゼンチン、ウルグアイ／大西洋）†1,3
  - パラナ川（ブラジル、パラグアイ、アルゼンチン／ラプラタ川）†1,2,4
  - パラグアイ川（ブラジル、ボリビア、パラグアイ、アルゼンチン／ラプラタ川）†1,2
    - ピルコマジョ川（ボリビア、パラグアイ、アルゼンチン／パラグアイ川）†2
- オリノコ川（ベネズエラ、コロンビア／大西洋）†1,2
- サン・フランシスコ川（ブラジル／南大西洋）†2
- トカンチンス川（ブラジル／パラ川（英語版）、南大西洋）†2
  - アラグアイア川（ブラジル／トカンチンス川）†2

### オセアニア
- マレー川（オーストラリア／グレートオーストラリア湾）†1,2,4
  - ダーリング川（オーストラリア／マレー川）†1,2,4